# League of Legends Championship Series
Pour les articles homonymes, voir LCS.
Les League of Legends Championship Series (LCS) anciennement League of Legends Championship Series North America (LCS NA) étaient la plus haute division nord-américaine de la scène professionnelle de League of Legends. Gérée par Riot Games, la compétition se joue entre 8 équipes franchisées dans un championnat bi-annuel. Les segments de printemps et d'été désignent chacun un champion, pour un total de deux champions par an. À la fin du segment de printemps, le champion et son dauphin se qualifient pour le Mid-Season Invitational, aussi appelé MSI, un tournoi international de mi-saison. Les meilleures équipes du segment estival se qualifient pour les Championnats du monde de League of Legends.
À partir de 2025, les League of Legends Championship Series laisseront leur place au League of Legends Championship of The Americas (LTA), composé des LCS, de la LLA (Liga Latinoamérica) et du CBLoL (Circuit Brazilian League of Legends),.
L'équipe américaine TSM est l'équipe la plus titrée, avec 7 titres de champion, suivie par Cloud9 avec 6 titres, et par l'équipe néerlandaise Team Liquid (seule équipe fondée en dehors des États-Unis à participer aux LCS) avec 5 titres.

## Historique
Riot Games a annoncé la création de ces compétitions le 6 août 2012, créant ainsi une compétition professionnelle organisée par la société avec un programme précis et un salaire garanti pour les joueurs, avec huit équipes représentées à la fois en Europe et en Amérique du Nord. Les premières parties eurent lieu le 7 février 2013 en Amérique du Nord et le 9 février 2013 en Europe.
En 2021, pour la première fois dans l'histoire du monde compétitif de League of Legends, les victoires et les défaites enregistrées lors de la saison régulière du spring split sont conservées pour le classement de la saison régulière du summer split. Au summer split, au lieu de s'affronter 2 fois, les équipes s'affrontent 3 fois, jouant tous les vendredis au lieu de deux vendredis par split comme c'était l'habitude jusqu'ici. S'ajoute également au calendrier le Lock-in, un tournoi de pré-saison entre les 10 équipes sans impact sur la suite de la saison. Ainsi, les LCS se transforment en une compétition avec une format semblable à une longue saison régulière qu'on peut retrouver dans d'autres sports traditionnels. Ces mesures seront cependant abandonnées dès la saison 2022.
En mai 2023, les LCS subissent une grève inédite, après la décision de ne plus avoir comme obligation pour les équipes d'avoir une équipe académique dans les NACL. Cela décale le début des LCS de 2 semaines. La compétition se jouera donc exceptionnellement sur 6 semaines et non 8 comme le dernier segment.
Pour 2024, la ligue passe de 10 équipes franchisées à seulement 8, faisant de la LCS la ligue majeure avec le moins d'équipe en son sein.

## Format
8 équipes franchisées évoluent en LCS. Chaque saison est divisée en deux splits. La saison régulière de chaque split consiste en 8 semaines de jeu où chaque équipe affronte les autres équipes deux fois dans un tournoi toutes rondes pour un total de 14 parties. Chaque split se termine par un tournoi final, (appelé play-offs), où les six meilleures équipes s'affrontent pour définir le classement final.
Le format actuel de la phase finale, introduit en 2020, est une variante du tournoi à double élimination :
- Au segment de printemps, les quatre équipes les mieux classées vont dans le tournoi des vainqueurs, tandis que les deux équipes qui suivent au classement vont directement dans le tournoi des perdants.
- Au segment estival, les six équipes les mieux classées vont dans le tournoi des vainqueurs, tandis que les deux équipes qui suivent au classement vont directement dans le tournoi des perdants.

Dans les deux cas, la finale se joue entre la première équipe du tournoi des gagnants et la première équipe du tournoi des perdants.
Chaque phase finale de segment est récompensée par une dotation financière pour les quatre meilleures équipes, allant de 100 000$ pour le gagnant à 20 000$ pour le 4e. Le premier et le second du segment de printemps sont qualifiés pour le Mid-Season Invitational. Les trois meilleures équipes du tournoi final du segment d'été sont qualifiées pour le championnat du monde de League of Legends.
En 2021, le format actuel était complété par le Lock-in ; ils retourneront à un format plus classique pour la saison 2023.

### Résumé

#### Saison régulière
- 8 équipes.
- 14 matchs par équipe
- Tournoi toutes rondes.
- Matchs en une manche gagnante.
- Les six ou huit meilleures équipes avancent en phase finale.

#### Play-offs
- 6 équipes au segment de printemps, 8 équipes au segment d'été.
- 3 à 6 matchs par équipe selon le parcours et le segment.
- Tournoi à double élimination.
- Match en cinq manches gagnantes.
- Le vainqueur est sacré champion du split en cours des LCS.

#### Récompenses
- Segment de printemps :
  - Dotation financière (de 20 000 à 100 000 $USD.)
  - Le premier et le second sont qualifiés pour le Mid-Season Invitational.
- Segment d'été :
  - Dotation financière (de 20 000 à 100 000 $USD.)
  - Les trois meilleures équipes se qualifient pour Championnat du monde de League of Legends.
    - La deux premières équipes sont directement qualifiés en phase de groupes.
    - La troisième équipe doit passer par la phase préliminaire.

## Résultats des saisons précédentes
| Split       | Vainqueur            | 2ème                 | 3ème                 | 4ème                 |
| ----------- | -------------------- | -------------------- | -------------------- | -------------------- |
| 2013 Spring | Team SoloMid         | Good Game University | Team Vulcun          | Team Curse           |
| 2013 Summer | Cloud9               | Team SoloMid         | Team Vulcun          | Team Dignitas        |
| 2014 Spring | Cloud9               | Team SoloMid         | Counter Logic Gaming | Team Curse           |
| 2014 Summer | Team SoloMid         | Cloud9               | LMQ                  | Team Curse           |
| 2015 Spring | Team SoloMid         | Cloud9               | Team Liquid          | Team Impulse         |
| 2015 Summer | Counter Logic Gaming | Team SoloMid         | Team Liquid          | Team Impulse         |
| 2016 Spring | Counter Logic Gaming | Team SoloMid         | Immortals            | Team Liquid          |
| 2016 Summer | Team SoloMid         | Cloud9               | Immortals            | Counter Logic Gaming |
| 2017 Spring | Team SoloMid         | Cloud9               | Phoenix1             | FlyQuest             |
| 2017 Summer | Team SoloMid         | Immortals            | Counter Logic Gaming | Team Dignitas        |
| 2018 Spring | Team Liquid          | 100 Thieves          | Echo Fox             | Clutch Gaming        |
| 2018 Summer | Team Liquid          | Cloud9               | Team SoloMid         | 100 Thieves          |
| 2019 Spring | Team Liquid          | Team SoloMid         | Cloud9               | FlyQuest             |
| 2019 Summer | Team Liquid          | Cloud9               | Counter Logic Gaming | Clutch Gaming        |
| 2020 Spring | Cloud9               | FlyQuest             | Evil Geniuses        | Team SoloMid         |
| 2020 Summer | Team SoloMid         | FlyQuest             | Team Liquid          | Cloud9               |
| 2021 Spring | Cloud9               | Team Liquid          | Team SoloMid         | 100 Thieves          |
| 2021 Summer | 100 Thieves          | Team Liquid          | Cloud9               | Team SoloMid         |
| 2022 Spring | Evil Geniuses        | 100 Thieves          | Team Liquid          | Cloud9               |
| 2022 Summer | Cloud9               | 100 Thieves          | Evil Geniuses        | Team Liquid          |
| 2023 Spring | Cloud9               | Golden Guardians     | FlyQuest             | Evil Geniuses        |
| 2023 Summer | NRG                  | Cloud9               | Team Liquid          | Golden Guardians     |
| 2024 Spring | Team Liquid          | FlyQuest             | Cloud9               | 100 Thieves          |
| 2024 Summer | FlyQuest             | Team Liquid          | 100 Thieves          | Cloud9               |